# Planaltina britskii
Planaltina britskii är en fiskart som beskrevs av Menezes, Weitzman och Burns 2003. Planaltina britskii ingår i släktet Planaltina och familjen Characidae. Inga underarter finns listade i Catalogue of Life.